# L'amore, in teoria
L'amore, in teoria è un film del 2025 diretto da Luca Lucini.

## Trama
Leone è uno studente brillante che studia filosofia. Ragazzo educato e dolce non riesce però ad esprimere i suoi sentimenti. Da sempre è innamorato di Carola che sfortunatamente sta con un altro ragazzo. Tutto cambia quando Leone viene accusato ingiustamente di un reato che non ha commesso e viene costretto ai servizi sociali. Qua conosce Flor, un'attivista che gli farà capire come crescere e avere fiducia in se stesso.

## Produzione
Il film, diretto da Luca Lucini e scritto da Gennaro Nunziante, Teresa Fraioli e Anima Grenci, è stato prodotto da Indiana Production. Il lungometraggio è stato girato a Milano.

## Colonna sonora
Le musiche del film sono state curate da Andrea Controneo. La colonna sonora del film include il brano Booster e il brano originale Alibi, entrambi  interpretati da Tananai.

## Promozione
Il trailer ufficiale del film è stato pubblicato il 14 marzo 2025.

## Distribuzione
Il film è stato distribuito dalla Vision Distribution dal 24 aprile 2025.

## Accoglienza
Il film è stato accolto con recensioni generalmente favorevoli dalla critica cinematografica, che ne ha apprezzato regia e sceneggiatura, oltre alle interpretazioni di Maupas e Gatti.
Elisabetta Bertucca di Movieplayer.it, ritiene che il merito principale del film risieda nella sceneggiatura «genuina e realistica», la quale «destruttura inoltre vecchi modelli» della società, mentre la regia di Lucini accompagna «attori credibili in ogni scena mentre le interviste in bianco e nero a giovani coetanei fanno da contrappunto all'intera narrazione, aumentando quel senso di adesione al reale». Anche Carola Proto di Comingsoon.it, afferma che «quando un buon soggetto incontra due brave sceneggiatrici e le sceneggiatrici incontrano un regista che sembra nato per le commedie sentimentali, il risultato è un film che rispetta le regole del genere». Giulia Lucchini del Cinametografo riporta che rispetto al primo film del regista Tre metri sopra il cielo, Lucini in L'amore, in teoria dirige una commedia  «ben più riuscita della prima e nella sua semplicità molto più vera».